# 人人爱上我老婆
《人人爱上我老婆》（法語：Ma Femme est une actrice），法国浪漫喜剧，由伊万·阿达勒和夏洛特·甘斯柏格联袂主演。伊万·阿达勒还担任编剧和导演。

## 票房
《人人爱上我老婆》在2002年7月12日上映，在国内得到1,121,233美元的票房。

## 軼事
本電影亦為一自傳式電影，男女主角於1991年開始約會至今，現育有一子二女。伊万·阿达勒曾表示電影靈感及部分情節來自真實事件。